# Imad Wakim
Imad Wakim (arabe : عماد واكيم), né en 1960, est un homme politique libanais du parti Forces libanaises.

## Biographie
Il est élu député à la Chambre des députés (Liban) lors des Élections législatives libanaises de 2018.